# شهرستان هارنت (کارولینای شمالی)
شهرستان هارنیت، کارولینای شمالی (به انگلیسی: Harnett County, North Carolina) یک سکونتگاه مسکونی در ایالات متحده آمریکا است که در کارولینای شمالی واقع شده‌است.

## خصوصیات
شهرستان هارنیت ۱٬۵۵۶٫۵۹ کیلومترمربع مساحت دارد.